# Lettera agli Alessandrini
La Lettera agli Alessandrini è un apocrifo del Nuovo Testamento scritto in greco antico nel II secolo, andato perduto. L'attribuzione pseudoepigrafa è a Paolo, apostolo. Il Canone muratoriano la definisce un apocrifo prodotto dal vescovo eretico Marcione per sostenere le sue posizioni teologiche.